# Marguerite Audoux
Marguerite Audoux (Sancoins, 7 luglio 1863 – Saint-Raphaël, 31 gennaio 1937) è stata una scrittrice francese.
La sua opera più famosa è Marie-Claire (1910), che ha vinto il prix Femina.

## Biografia
All'età di tre anni ha perso sua madre. Dopo la morte della moglie, il padre della Audoux ha abbandonato le sue figlie. Marguerite e Madeleine (la maggiore), prima affidate a una zia, trascorrono nove anni nell'orfanotrofio dell'Ospedale Generale di Bourges. Dal 1877 al 1881 Marguerite fu pastora di agnelli e domestica in Sologne, a Sainte-Montaine, vicino a Aubigny-sur-Nere. Gli ultimi due anni di questo periodo sono segnati dall'incontro di Henri Dejoulx: i due hanno una relazione durante la quale Dejoulx mantiene la Audoux, ma a cui la famiglia di Henry mette fine.
La Audoux si stabilisce quindi a Parigi, dove esercita il mestiere di sarta e lavora nella lavanderia dell'ospedale Laennec. Nel 1883, ha un figlio che non sopravvive. In seguito la Audoux si pende cura di Yvonne, figlia della sorella, della quale si innamora Jules Iehl, alias Michel Yell, scrittore amico di André Gide. Sia Iehl che la Audoux sono inconsapevoli del fatto che la ragazza si prostituisce: la scoperta del fatto porta alla fine della relazione tra Yvonne e Jules ma inaugura l'amicizia tra la Audoux e Iehl che la introduce in un gruppo di intellettuali, scrittori e artisti, tra cui includono Charles-Louis Philippe, Léon-Paul Fargue, Leon Werth e Francis Jourdain che costituiscono il "gruppo di Carnetin", dal nome del villaggio a est di Parigi, dove si incontrano ogni domenica dal 1904 al 1907. Jules Iehl mette a parte il gruppo del fatto che la Audoux ha scritto un libro di memorie e Jourdain, il cui padre, il l'architetto Frantz Jourdain, è amico di Octave Mirbeau, chiede a quest'ultimo di leggere Tuttavia, prende il manoscritto, inizia a leggerlo e finisce per farlo pubblicare col titolo Marie-Claire. Il romanzo, nel dicembre 1910, vince il Prix Femina e le sue vendite superano le centomila copie. È tradotto in tedesco e inglese, oltre che in esperanto, russo, catalano, svedese, spagnolo, danese e sloveno.
Il secondo libro della Audoux, L'Atelier de Marie-Claire, è pubblicato nel 1920 ma non raggiunge il successo del primo, di cui è il sequel. La Audoux pubblica ancora De la ville au moulin nel 1926, La Fiancée nel 1932 e infine Douce Lumière, romanzo uscito postumo.

## Opere
- Marie-Claire (1910), Grasset, Les Cahiers Rouges, 1987, prefazione di Octave Mirbeau. 
  - Marie-Claire, a cura di Mario Colombi Guidotti, Modena, Guanda, 1943;
  - Maria-Clara, Milano, Valsecchi, 1945.
- L'Atelier de Marie-Claire (1920), Grasset, Les Cahiers Rouges, 1987.
- De la ville au moulin, Fasquelle, 1926.
- La Fiancée, Flammarion, 1932
- Douce Lumière, Grasset, 1937.

## Studi
- Bernard Garreau, Marguerite Audoux, la couturière des lettres, Tallandier, 1991.
- Bernard Garreau, La Famille de Marguerite Audoux, Septentrion, 2 vol., 1998.